# Patrick Karpiczenko

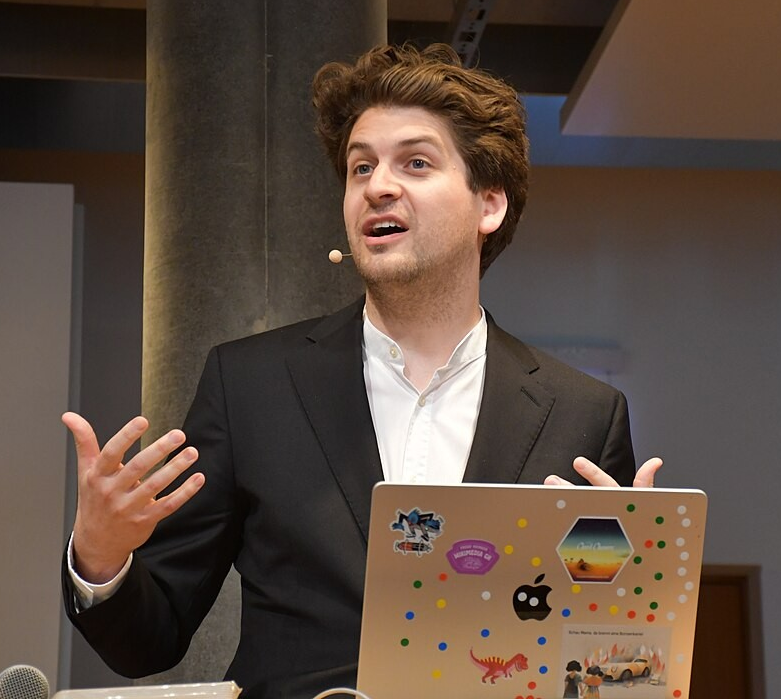
Patrick Karpiczenko (2024)

Patrick „Karpi“ Karpiczenko (* 1986 in Bern) ist ein Schweizer Komiker, Autor, Regisseur und Filmproduzent.

## Leben
Patrick Karpiczenko studierte von 2005 bis 2008 an der Zürcher Hochschule der Künste. Im Anschluss arbeitete er als Regisseur für Werbefilme.
Zusammen mit Peter Luisi führte er 2013 Regie der Sketchshow Twist fürs Schweizer Fernsehen.
Er ist Miterfinder der Late-Night-Show Deville und war bis 2019 ihr Hauptautor und Regisseur. Vor der Kamera agierte er bis 2020 als Sidekick von Dominic Deville. Der grösste Publikumserfolg war American First, Switzerland Second, den er zusammen mit dem Autorenteam der Sendung schrieb und von einer niederländischen Version inspiriert war. Der satirische Clip wurde in der Schweiz zum beliebtesten Youtube-Video des Jahres 2017 mit über dreizehn Millionen Aufrufen.
Mit seiner Lebenspartnerin Natascha Beller betreibt Karpiczenko seit 2016 die Firma Apéro Film GmbH. Zusammen produzierten sie den Kinofilm Die fruchtbaren Jahre sind vorbei (Buch und Regie: Natascha Beller). Die Komödie feierte 2019 auf der Piazza Grande am Locarno Filmfestival Premiere und war dort, sowie an den Solothurner Filmtagen 2020, für den Publikumspreis nominiert. 2023 produzierte Karpiczenko mithilfe Künstlicher Intelligenz einen Trailer zu einem fiktiven Heidi-Film. Das Video war ein viraler Hit – mit über einundzwanzig Millionen Aufrufen.
Seine Kolumne „Karpipedia – Neue Wörter braucht das Land“ erscheint wöchentlich im NZZ am Sonntag Magazin. Für den Beobachter schreibt er die wiederkehrende Kolumne „Fünf-Sterne-Karpi“.
Patrick Karpiczenko hat eine Tochter und lebt in Zürich.

## Filmografie (Auswahl)
- 2020: Advent, Advent (TV-Serie; Co-Regisseur, Schauspieler)
- 2016–2020: Deville (Late-Night-Show, Autor, Regisseur und Sidekick)
- 2019: Die fruchtbaren Jahre sind vorbei (Kinofilm; Ko-Produzent und Kamera)
- 2015: Roiber und Poli (TV-Serie; Regisseur und Co-Autor)
- 2012: Liebe und andere Unfälle (Fernsehfilm, Co-Autor)
- 2008: Warum sich Kurt in den Schrank sperrt und nicht mehr raus will (Kurzfilm, Buch und Regie)